# La Caramella
La Caramella és una muntanya de 720 metres que es troba al municipi de Roquetes, a la comarca catalana del Baix Ebre.